# Trockenbau

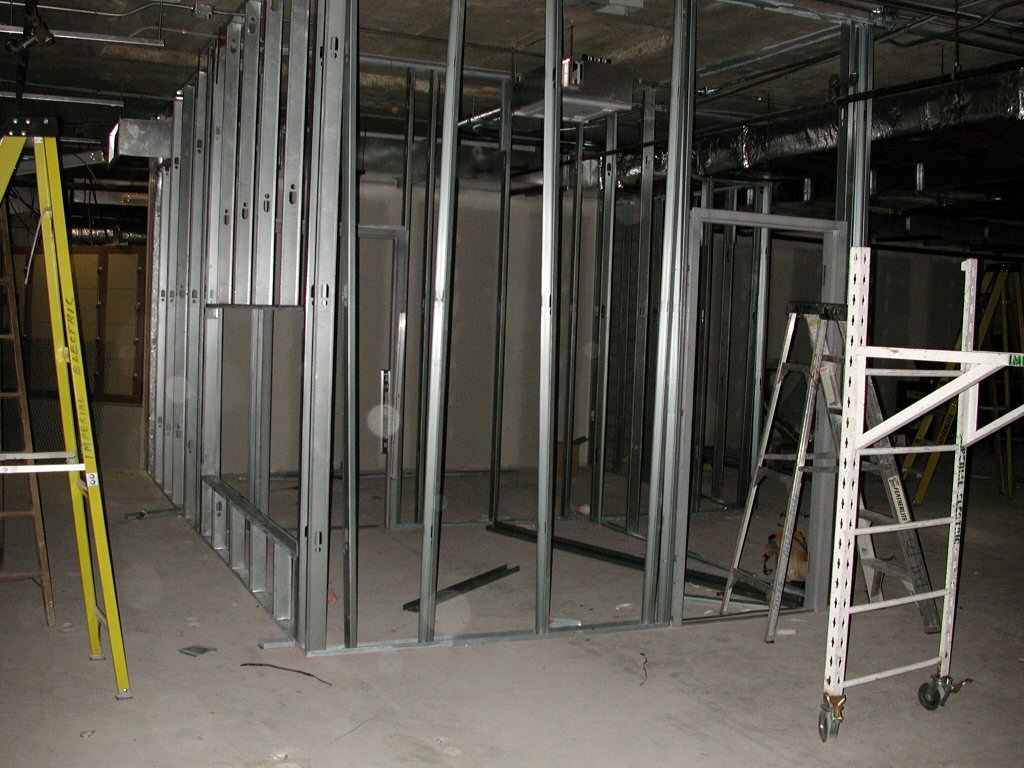
Metall-Ständerwerk im Trockenbau

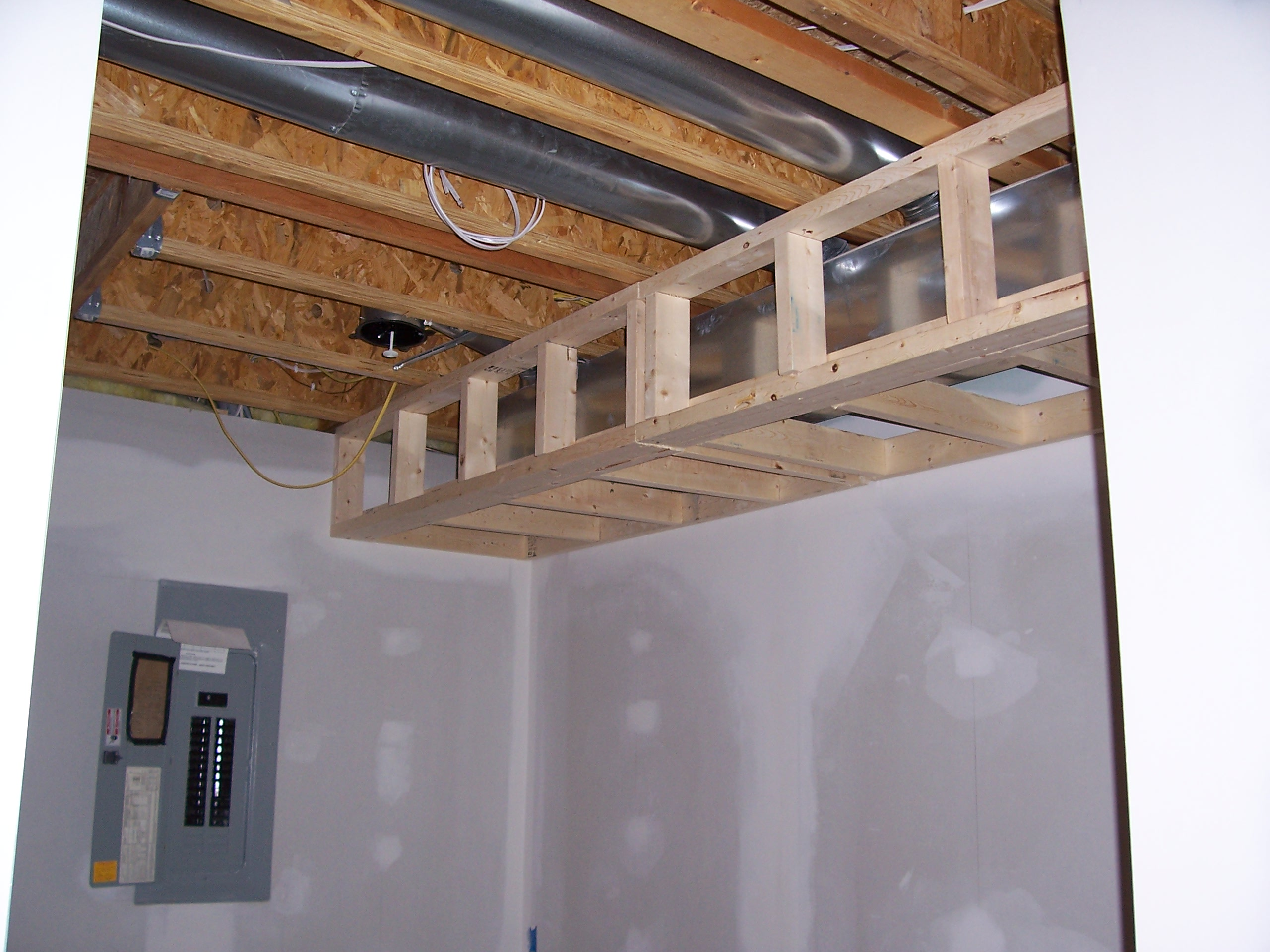
Holzunterkonstruktion für einen Lüftungskanal

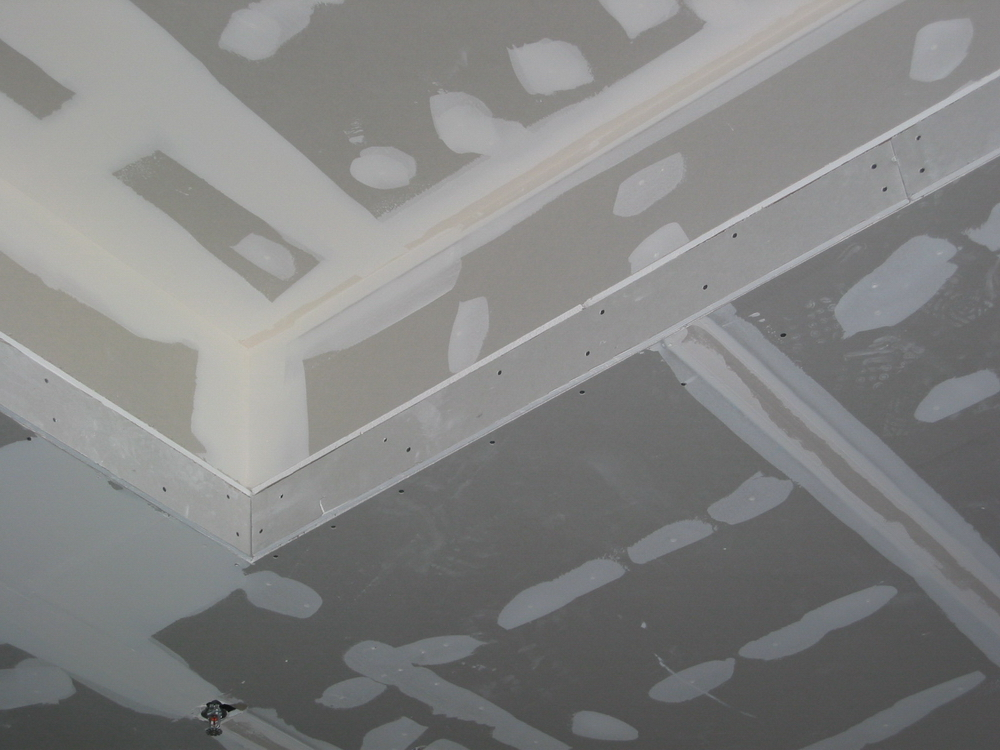
Gipskarton-Decke

Trockenbau bezeichnet die Herstellung oft raumbegrenzender, aber nicht tragender Bauteile im Bauwesen, die durch Zusammenfügen industriell gefertigter Halbzeuge erfolgt. Es werden überwiegend plattenförmige Bauteile durch Nageln, Schrauben, Stecken oder Kleben verbunden. Auf den Einsatz wasserhaltiger Baustoffe wie Mörtel, Lehm, Beton oder Putz kann weitgehend verzichtet werden. Trockenbauarbeiten werden dem Ausbau des Gebäudes zugerechnet.
Der Trockenbau grenzt sich insofern gegen den Betonbau, Mauerwerksbau und Lehmbau ab. Trockenbau ist eine Montagebauweise und zugleich eine Leichtbauweise. Die Trockenbauweise ermöglicht es, bauphysikalische Anforderungen bezüglich Wärme-, Kälte-, Schall-, Brand-, Feuchte-, Strahlenschutz und Schlagsicherheit flexibel und modular zu erfüllen.

## Definition Trockenbau
Der Trockenbau beinhaltet raumbegrenzende, bauteilbekleidende und dekorative Konstruktionen des Ausbaus insbesondere für Wand, Decke und Boden, die in trockener Bauweise montiert werden. Feucht angerührte Materialien werden häufig zum Verschlichten der Oberfläche angewendet. Nicht zum Trockenbau gehören Trennwände und Decken aus Mauerwerk, Rabitz- und Stuck, sowie Holzkonstruktionen, wie sie von Zimmerern und Tischlern erstellt werden. Auch Trockenmauerwerk aus Naturstein zählt üblicherweise nicht zum Trockenbau, da es keine Leichtbauweise ist.
Keine klare Begriffsabgrenzung ist möglich bei Mischformen:
- Ausbau von Fachwerkhäusern, wo Holzständerwände verschiedener Bauarten ausgeführt werden,
- Bauplatten, die wie Holzwolle-Leichtbauplatten nach der Installation verputzt werden
- leichte Plansteine aus Porenbeton oder Gipsdielen, die ohne oder nur mit einer dünnen Mörtelschicht verklebt und anschließend meist überputzt werden.

## Trockenbauweise
Zur Trockenbauweise gehören:
Deckenbekleidungen und abgehängte Decken
als plane, gegliederte oder gewölbte, fugenlose oder elementierte Flächen aus unterschiedlichen Materialien, Formen und Systemen, u. a. als Dekor-, Metall-, Kassetten-, Raster-, Gitter-, Waben-, Lamellen-, Paneeldecken oder Baffeldecken in Sonderausführungen, z. B. als Akustik-, Licht-, Lüftungs-, Klimadecken. Die Bekleidung kann u. a. aus Gipskarton, Holz, Glas und Blech, sowie aus Holzwerkstoff-, Kunststoff-, Gipsfaser-, Mineralfaser-, Zementfaser-, Fiber-, Calciumsilikat-, Holzwolle-Leichtbau- und beschichteten Hartschaumplatten (Bauplatten) bestehen. Es sind auch Leichtbauplatten mit Leichtzuschlägen wie Perlit erhältlich.
Wandverkleidung, Montagewände
als gerade, geschwungen oder gebogene Flächen aus unterschiedlichen Materialien und Systemen, einschalig oder mehrschalig beplankt u. a. als raumteilende, feste oder umsetzbare Ständerwände, Flur- und Wohnungstrennwände
Installationswände (auch Vorwandinstallation), WC-Trennwände
Die Bekleidung kann u. a. aus Gipskarton-Platten, Gipsfaser-Platten, Lehmbauplatten, Holz, Holzwerkstoff, Metall und Kunststoff bestehen.
Sonstige Verkleidungen
freistehend oder direkt angesetzt, ohne bzw. mit Unterkonstruktion, z. B. feucht gemörtelt (Ansetzbinder), geklebt, ggf. mit zusätzlicher Dämmung, u. a. als Trockenputze, montierter Trockenstuck, Vorsatzschalen, Verkofferungen, Schürzen und Abschottungen
Bodensysteme
als Doppel-, Hohlraumböden bzw. Installationsböden, Trockenunterböden (Trockenestriche) Belag u. a. aus Gipskarton, Gipsfaser, Calciumsilikat, Holzwerkstoff, Stahl, Estrich, Metallwannen mit mineralischer Füllung, armiertem Leichtbeton; Oberbeläge z. B. auf Linoleum, Parkett, Nadelfilz, Teppich
Einbauten
in vorgenannte Konstruktionen, z. B. Unter- bzw. Tragkonstruktionen für erhöhte Lasten (Decke, bzw. Wand), Leuchten (ohne Verkabelung), Lüftungsauslässe, Zargen für Türen und Fenster, Türen (einschließlich Beschlag)
Einfache Dämmungen und Isolierungen
für vorgenannte Konstruktionen oder als separate Leistung u. a. aus Mineralwolle (Steinwolle oder Glaswolle) und Naturfasern, Baum-, Schafwolle, Flachs, Kork, Schaumglas, Perlit, Hartschäumen, Sperren und Dampfbremsen aus Metall und Kunststoff
Raum-im-Raum-Systeme
als selbsttragende und freistehende Raumsysteme in modularer Bauweise, allein stehend oder angeschlossen an bestehende Bauteile, zur Konstruktion von Sanitärzellen, Schallschutzkabinen, Besprechungsräumen oder Meisterbüros, zur Kapselung von Industriemaschinen, Wohnraumerweiterung oder für Fluchttunnel mit erhöhten Anforderungen an den Brandschutz
Wasser in geringerer Menge als beim klassischen Mauerwerksbau wird zum Anmischen der Spachtelmasse zum Füllen von Fugen und Anschlüssen der Gipskartonplatten und Gipswandbauplatten benötigt. Ebenso für den Klebmörtel von Gipsdielen. Gipshaltige Materialien haben in der Regel eine kurze Trockenzeit und sind schon nach rund 24 Stunden durch Schleifen, Streichen, Tapezieren u. a. überarbeitbar.

### Trockenbau in Feuchträumen
Häusliche Küchen und Bäder zählen nicht zu den Feuchträumen im engeren Sinne (Beanspruchungsklasse A0). In Bereichen, die gelegentlich der Feuchtigkeit ausgesetzt werden können, werden häufig Gipsfaserplatten oder Gipskartonplatten mit hydrophobiertem Kern bzw. imprägniertem Karton verwendet. Letztere werden auch Feuchtraumplatten genannt, sind häufig grün gefärbt und eignen sich nicht bei einer relativen Luftfeuchte, die ständig über 70 % liegt.
In Bereichen, die vorübergehend Spritzwasser oder stehendem Wasser ausgesetzt sind, können diese Platten durch eine flüssige oder eine bahnenförmige Abdichtung geschützt werden.
In Konstruktionen, die über längere Zeiträume durchfeuchtet werden können, sollten keine gipshaltigen Bauplatten eingesetzt werden, da diese im feuchten Zustand ihre Festigkeit verlieren. Dies gilt für Nassräume wie gewerbliche Bäder, Großküchen, feuchte Kellerräume sowie für den Außenraum.
Häufig werden stattdessen zementhaltige Platten verwendet, die Leichtzuschläge wie Blähglasgranulat enthalten, um leichter handhabbar zu sein. Die Stabilität der Platten wird durch die Einbettung von Glasfaservlies erhöht.
Das Zuschneiden ist teilweise mit dem Messer möglich. Sägeblätter sollten mit Hartmetall besetzt sein. Häufig ist neben der Verspachtelung auch das Verkleben der Stöße vorgesehen.
Um eine feuchtebeständige Unterkonstruktion herzustellen, werden (Metall-)Profile mit der Korrosionsschutzklasse C3 oder C5 nach DIN EN ISO 12944 verwendet.

## Entwicklung, Berufsbild
Der moderne Innenausbau in Trockenbauweise setzte sich ab den 1960er Jahren, aus Amerika kommend, in Deutschland anfangs nur langsam, mit zunehmender Systeminnovation am Bau schließlich immer schneller durch.
Als erste Standesvertretung setzte sich die FUAAT und spätere Bundesfachabteilung Akustik- und Trockenbau für die Entwicklung des neuen Berufsbildes ein, das 1974 mit der Einführung des dreijährigen Ausbildungsberufes Trockenbaumonteur auch von ihr etabliert wurde. Seit 1984 gibt es zudem den weiterführenden Berufsabschluss: Industriemeister Akustik- und Trockenbau. Von der Bundesfachabteilung wurde im Jahr 2006 auch die Aufnahme der Allgemeinen Technischen Vertragsbedingungen (ATV) DIN 18340 „Trockenbauarbeiten“ in den Teil C der VOB (Vergabe- und Vertragsordnung für das Bauwesen) durchgesetzt. Seitdem ist Trockenbau auch bauvertragsrechtlich offiziell als eigenständiges Gewerk anerkannt.
In Deutschland gibt es zwei Ausbildungsberufe: der zweijährige Ausbaufacharbeiter (mit dem Schwerpunkt Trockenbauarbeiten) sowie der dreijährige Trockenbaumonteur. Der Trockenbau ist auch in den Berufen Stuckateur, Zimmermann, Fliesenleger und Schreiner wesentlicher Bestandteil der Gesellen- und Meisterausbildung.

## Wirtschaft, Recht
In der Vergangenheit gab es häufig Rechtsstreitigkeiten, ob die Ausführung von Akustik- und Trockenbauarbeiten als Teilbereich eines Handwerkes der Anlage A der Handwerksordnung den entsprechenden Einschränkungen unterlag. Dies wurde per Gesetz vom 31. Mai 2000 (handwerksrechtliche Klarstellung) endgültig verneint.
Beschichtungen der erstellten Wände und Verkleidungen, außer den bereits genannten Verspachtelungen, gehören jedoch laut Handwerksordnung nicht zu den Trockenbauarbeiten, sondern vielmehr zum Aufgabenbereich der Maler und Stuckateure.

## Normen und Standards
- VOB Vergabe- und Vertragsordnung für Bauleistungen – Teil C: Allgemeine Technische Vertragsbedingungen für Bauleistungen (ATV) DIN 18340 Trockenbauarbeiten.